# Scenopinus albipilosus
Scenopinus albipilosus är en tvåvingeart som beskrevs av Kelsey 1971. Scenopinus albipilosus ingår i släktet Scenopinus och familjen fönsterflugor.
Artens utbredningsområde är Kalifornien. Inga underarter finns listade i Catalogue of Life.